# American Born Chinese
American Born Chinese (anglais : « Américain né en tant que Chinois ») est une bande dessinée du Sino-Américain Gene Luen Yang colorée par Lark Pien publiée en 2006 aux États-Unis par First Second et traduite en français l'année suivante par Dargaud.
Récit d'inspiration autobiographique, American Born Chinese relate les difficultés liés à grandir comme adolescent sino-américain dans les années 1990. Il associe une biographie de Jin Wang, garçon puis adolescent sino-américain qui grandit dans une banlieue blanche de San Francisco ; le récit du singe mythologique Sun Wukong vu comme allégorie des Sinos-Américains ; et des extraits de la série télévisée imaginaire Everyone Ruvs Chin-Kee.
American Born Chinese a connu un important succès critique, remportant le Prix Eisner du meilleur album et étant la première bande dessinée à remporter le prix Michael L. Printz de l’American Library Association. La qualité de ses couleurs ont valu à Lark Pien le Prix Harvey 2007 du meilleur coloriste.

## Récompenses
- 2007 : 
  - Prix Eisner du meilleur album
  - Prix Michael L. Printz de l’American Library Association
  - Prix du comic book de la National Cartoonists Society